# Louvigny, Moselle
Louvigny là một xã trong vùng hành chính Lothringen, thuộc tỉnh Moselle, quận Metz-Campagne, tổng Verny. Tọa độ địa lý của xã là 48° 57' vĩ độ bắc, 06° 11' kinh độ đông. Louvigny nằm trên độ cao trung bình là 200 mét trên mực nước biển, có điểm thấp nhất là 172 mét và điểm cao nhất là 244 mét. Xã có diện tích 15,82 km², dân số vào thời điểm 2004 là 728 người; mật độ dân số là 46,1 người/km². Louvigny thuộc Pháp từ năm 1552.

## Thông tin nhân khẩu
| 1962 | 1968 | 1975 | 1982 | 1990 | 1999 |
| ---- | ---- | ---- | ---- | ---- | ---- |
| 405  | 411  | 501  | 677  | 680  | 724  |